# اگریگیتس (ویرجینیای غربی)
اگریگیتس، غرب ویرجینیا (به انگلیسی: Aggregates, West Virginia) یک منطقهٔ مسکونی در ایالات متحده آمریکا است که در ویرجینیای غربی واقع شده‌است.

## خصوصیات
ارتفاع اگریگیتس  ۵۸۸٫۸۸ بالاتر از سطح دریاست. 